# 伦乐
伦乐镇 是位于砂拉越古晋省的一个小镇，也是伦乐县的县城。

## 镇名传说

伦乐镇地标

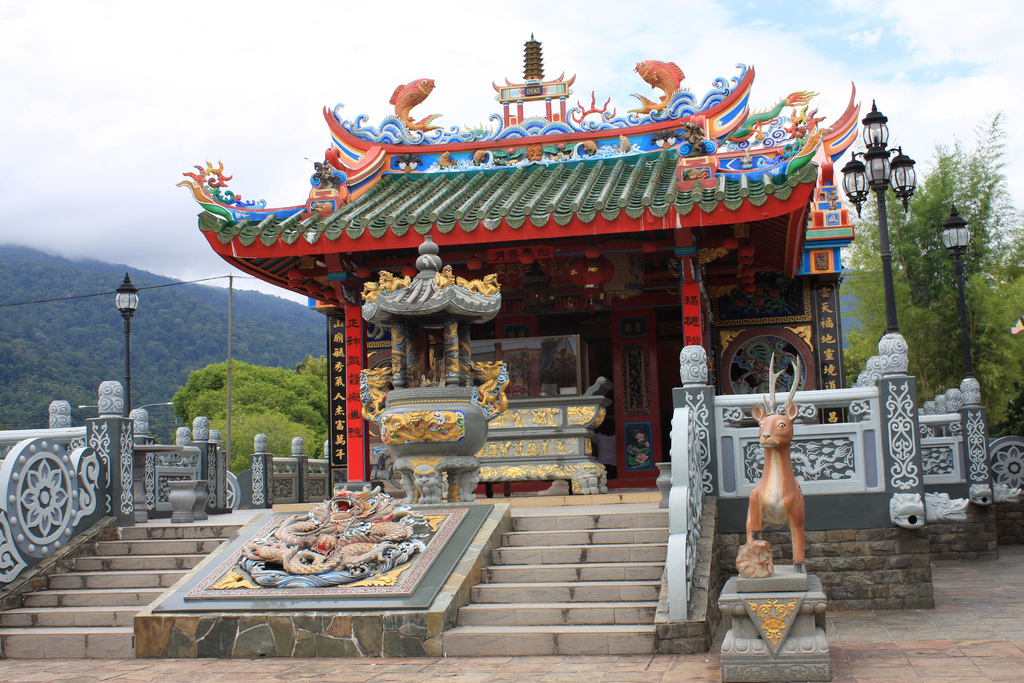
伦乐镇上的大伯公庙

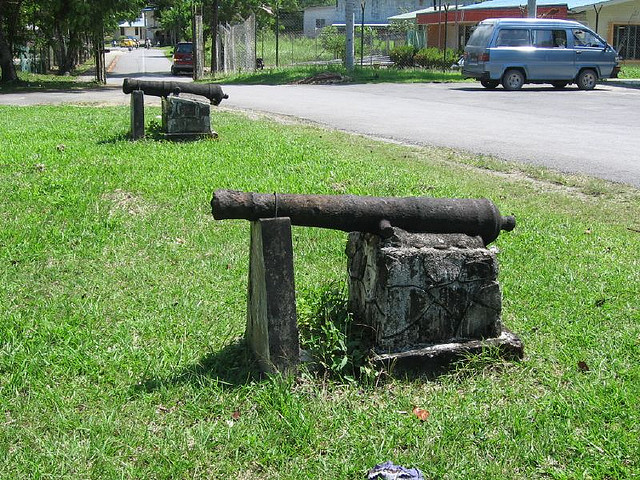
伦乐县公署前的两尊大炮

根据当地土著，在镇上有条河，而河中有很多一种淡水鱼叫做 “Ikan Lundu”，也就是鲶鱼。所以此镇就正名为伦乐，而河也被称伦乐河（Sungai Lundu）。
以下是伦乐中文译名的传说：
1. 由于海上经常会云层飘来，而被伦乐镇背向的加定山（Gading Mountain）拦住了去路，以至遮盖了半座山，这景色就有如浮云坐落在山上。早期定居在此的客家人就用客家话的云落来称此地。
2. 在伦乐镇附近的华人义山，有一座建于光绪廿九年（1903年）的公坟墓碑上，刻有“永乐坡”三个字的地名。在客家话里永乐的读音与“Lundu”有些相似。而这坟墓相信是属于当时在19世纪50代，从印尼西加里曼丹迁移到伦乐的客家人。
3. “学邦”也是其中伦乐中文的译名。在镇上的“云山亭”大伯公庙正殿神龛上方挂着一个横匾，匾上刻着“威镇学邦”。这四个字意指着学邦，这地方获得伯公神的庇护。
4. 此外还有“允学”这个伦乐中文译名的说法。早期，潮州人是伦乐镇上的最大方言群。他们用乡音把“Lundu”念成了“温学”，而潮州话里“温”与“允”是同音，所以伦乐就名为“允学”

## 历史
镇上有一座在1886年建的云山亭大伯公庙，这证明了在19世纪中，已有华人到此地开店经商。

在历史记载上，曾有一批13户人家来自印尼三发松柏港的客家人，也就是今日的双溪鲁利（Sungai Pinyuh），迁移伦乐镇对岸的丹绒布郎（Tanjung Purun）垦荒。他们都是兰芳共和国的子民，因为在1850年至1854年遭荷兰殖民军攻击，所以才逃亡到伦乐。这13户人家分别是黄观兰、吴明德、陈兰兆、林甲兴、曾水清、朱银祥、张四、李木华、彭亚星、余炳喜、林世、林德、魏祥、魏拉和王才生等。同时，也有陆续的华工从古晋和中国来到伦乐栽种甘蜜与胡椒。在1880年布魯克王朝的宪报公布中，伦乐有16家甘蜜与胡椒园，占地有448英亩。在20世纪60年代马共战争时期，政府为了剿灭伦乐县内的共产武装份子，在伦乐镇上建了一座小型机场，提供运输机起降。但在多年以后，因为陆路交通日益完善，机场也被停止使用了。

## 地理
伦乐镇座落在河畔：伦乐河（Lundu River），而面临加央河（Kayan River），背向加丁山。伦乐镇附近有几座乡镇与村落：三巴蒂甘榜（Kampung Sampadi），鸿武雁甘榜（Kampung Rambungan），毕阿越甘榜（Kampung Biawak），史东岸甘榜（Kampung Stunggang）等。
与附近城镇的距离：
- 古晋市——伦乐镇100公里
- 石隆门镇——伦乐镇70公里
- 毕阿越甘榜——伦乐镇26公里
- 三马丹镇——伦乐镇28公里